# Rancourt (Somme)
Rancourt település Franciaországban, Somme megyében. Lakosainak száma 189 fő (2022. január 1.). Rancourt Bouchavesnes-Bergen, Cléry-sur-Somme, Combles, Maurepas és Sailly-Saillisel községekkel határos.

## Népesség
A település népessége az elmúlt években az alábbi módon változott:
| Lakosok száma | 199  | 204  | 198  | 189  | 192  | 191  | 190  | 189  |
|               | 2013 | 2015 | 2017 | 2018 | 2019 | 2020 | 2021 | 2022 |